# Балановський Олег Павлович
Олег Павлович Балановський (3 липня 1977, Москва, СРСР — 5 липня 2021, Костромська область, Росія) — російський вчений в області генетики людини, доктор медичних наук, завідувач лабораторією геномної географії Інституту загальної генетики РАН.
У 2000 закінчив МДУ (кафедра генетики біофаку МДУ) з відзнакою (дипломна робота була удостоєна медалі РАН за найкращу студентську роботу 2000 року в області «загальна біологія»). У 2002 захистив дисертацію кандидата наук «Геногеографічне вивчення поліморфних маркерів ДНК в популяціях східно-європейських народів». У 2013 році захистив докторську дисертацію «Мінливість генофонду в просторі і часі: синтез даних про генографію мітохондріальної ДНК і Y-хромосоми».

## Науковий внесок
Наукові роботи доводять суттєві генетичні відмінності українців, білорусів та мешканців південних та центральних областей Росії від населення північних регіонів Росії.